# Can Prat (Castellbell i el Vilar)
|  | Per a altres significats, vegeu «el Prat (Castellbell i el Vilar)». |

Can Prat és una urbanització del municipi de Castellbell i el Vilar, a la comarca catalana del Bages. És situada a la part sud-occidental del terme, al peu del vessant nord de Montserrat, entre els torrents de Can Martorell i de Cal Cileta (tributaris de la riera de Marganell), al sud del poble de Sant Cristòfol.
S'hi accedeix per la pista asfaltada que surt de la carretera local BV-1122 a l'altura de Sant Cristòfol i que, a través de Santa Cecília, comunica amb la carretera BP-1103. Hi passa el sender de gran recorregut GR-4.
La urbanització tenia 74 habitants censats el 2006. Es va construir en terrenys del mas de Can Prat, del terme de Sant Cristòfol.